# 98e régiment d’infanterie
Das 98e régiment d’infanterie wurde 1757 als Régiment de Bouillon, ein sogenanntes „Régiment étranger“ (Fremdenregiment) der französischen Armee, aufgestellt.

## Aufstellung und signifikante Änderungen
- 18. Januar 1757: Aufstellung des Régiment de Bouillon
- 1. Januar 1791: Umbenennung in 98e régiment d’infanterie de ligne
- 12. März 1795: Im Zuge der Premier amalgame wurde das 1. Bataillon zur Aufstellung der 175e demi-brigade de bataille verwendet.
- 21. März 1795: Das 2. Bataillon wurde zur Aufstellung der 176e demi-brigade de bataille verwendet.
- 1814: Nach der Ersten Restauration wurde das Regiment mit der gesamten Napoleonischen Armee im September 1814 von König Louis XVIII entlassen. Danach wird es bis 1855 nirgendwo mehr erwähnt, sodass davon auszugehen ist, dass es auch während der Herrschaft der Hundert Tage nicht reaktiviert wurde. (In den französischen Regimentslisten wird es für 1815 als „vacant“ bezeichnet.)
- 1855: Im Zuge der Reorganisation der französischen Infanterie von 1854 wurde das 23e régiment d’infanterie légère zum 98e régiment d’infanterie de ligne umgewandelt.
- 1882: Umbenennung in 98e régiment d’infanterie
- 1914: Bei der Mobilmachung wurde das etatmäßige Reserveregiment, das 298e régiment d’infanterie, aufgestellt.

### Hintergründe der Aufstellung
Das Regiment wurde durch den Herzog von Bouillon aufgestellt und ausgerüstet, der es dann an die französische Krone vermietete. Das Herzogtum Bouillon war zu dieser Zeit – zumindest formal – Teil des Deutschen Reiches, weswegen das Regiment als „deutsches Regiment“ (Régiment allemand) bezeichnet wurde, auch wenn mit Sicherheit so gut wie keine Deutschen darin dienten. Der Status als Fremdenregiment bestand dann seit der Heeresreform vom 1. Januar 1791 nicht mehr.

### Regimentsfahne bis 1791

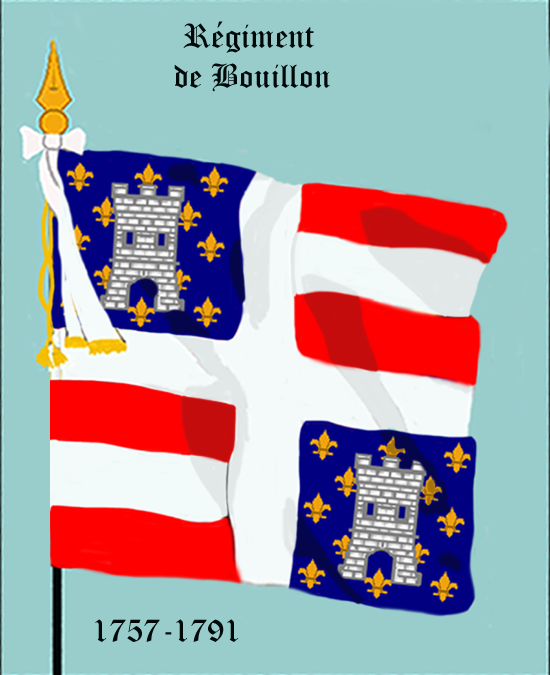
Régiment de Bouillon von 1757 bis 1791

### Uniformierung

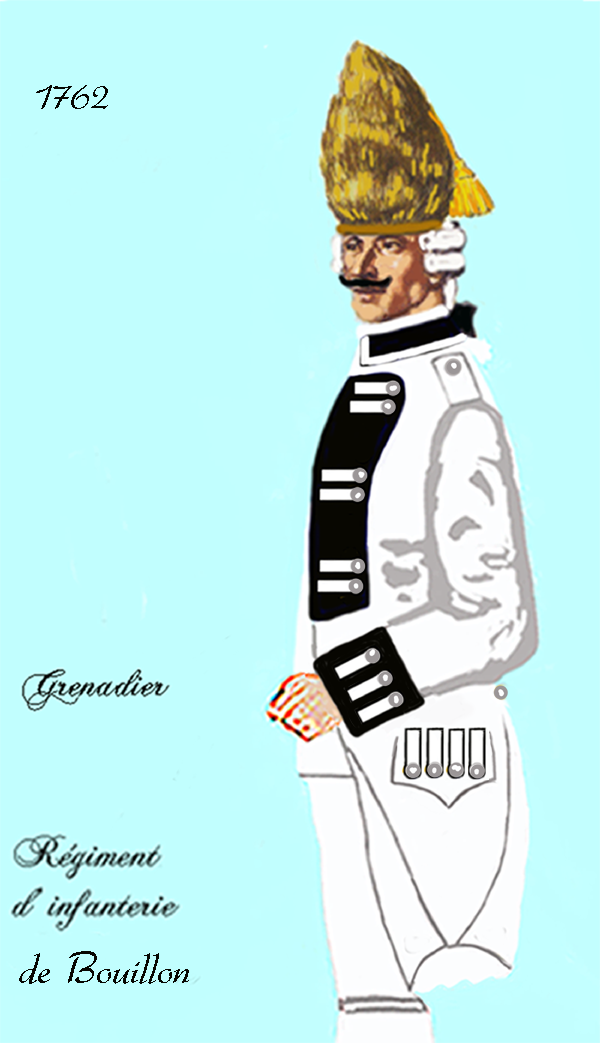
Grenadier des Régiment de Bouillon 1762 bis 1776
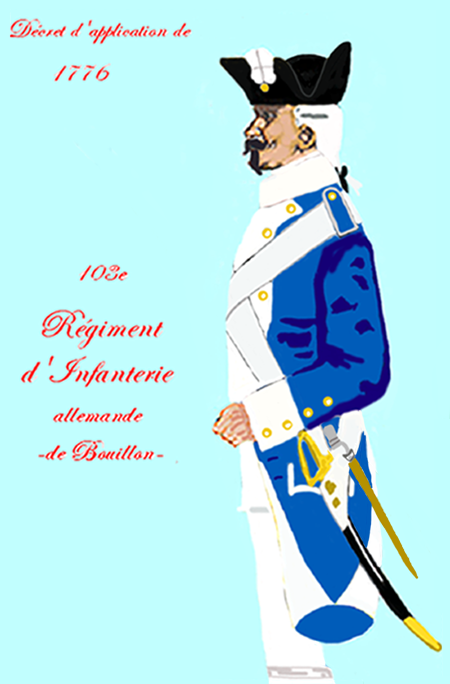
Régiment de Bouillon 1776 bis 1791
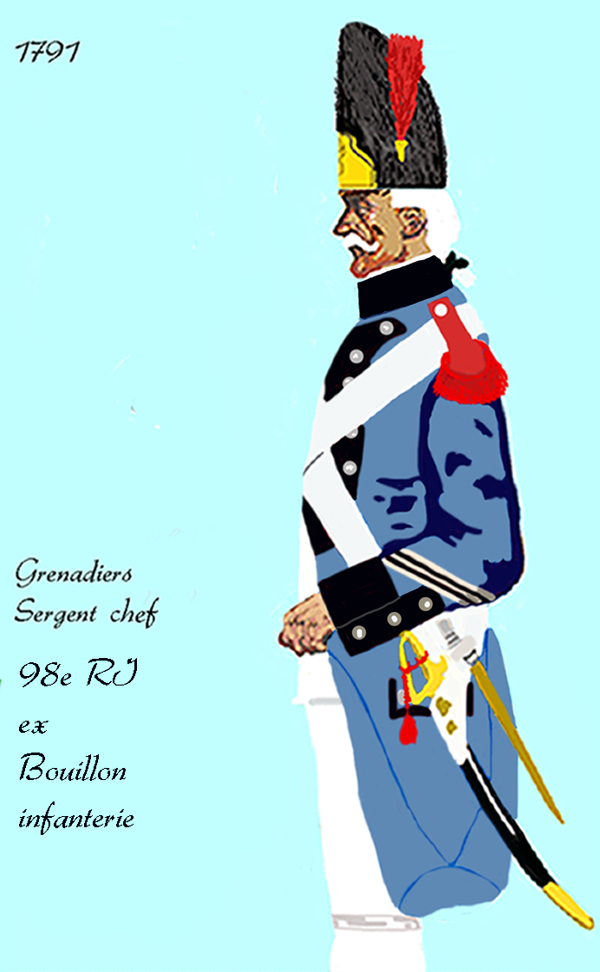
Grenadier des 98e régiment d’infanterie de ligne 1791 bis 1792
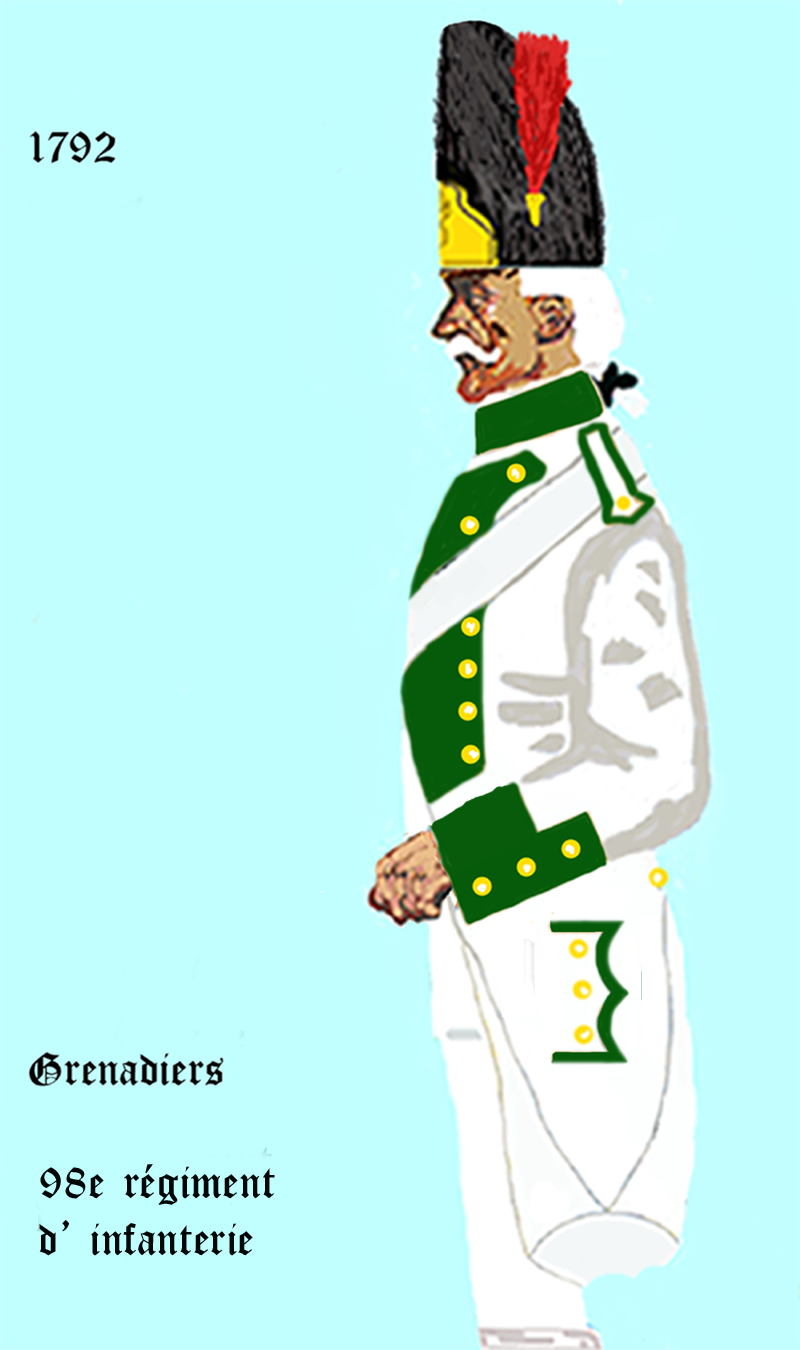
Grenadier des 98e régiment d’infanterie de ligne 1792 bis 1795

## Mestres de camp/Colonels
Mestre de camp war von 1569 bis 1661 und von 1730 bis 1780 die Rangbezeichnung für den Regimentsinhaber und/oder für den mit der Führung des Regiments beauftragten Offizier. Die Bezeichnung „Colonel“ wurde von 1721 bis 1730, von 1791 bis 1793 und ab 1803 geführt.
Nach 1791 gab es keine Regimentsinhaber mehr.
Sollte es sich bei dem Mestre de camp/Colonel um eine Person des Hochadels handeln, die an der Führung des Regiments kein Interesse hatte (wie z. B. der König oder die Königin), so wurde das Kommando dem „Mestre de camp lieutenant“ (oder „Mestre de camp en second“) respektive dem „Colonel-lieutenant“ oder „Colonel en second“ überlassen.
- 18. Januar 1757: Godefroy Maurice de La Tour d’Auvergne, duc de Bouillon, Mestre de camp als Eigentümer

- Mestres de camp en second

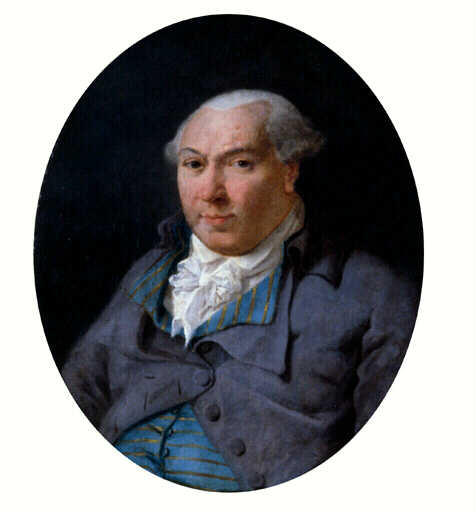
Der erste Regimentsinhaber, Godefroy Maurice de La Tour d’Auvergne, duc de Bouillon, im Jahre 1772

  - François Louis de Waldner de Freundstein de Schweighausen, Baron, dann Comte de Waldner
  - 23. Juni 1767: Pierre Joseph du Chambge d’Elbhecq, Baron d’Elbhecq, Maréchal de camp
  - Baron de Flachslanden, Brigadier des armées du roi
  - Germain, baron de Wimpffen
  - Comte Louis d’Helmstatt
- Colonels
  - 12. Juli 1791: Théodore François Joseph Leclaire
  - 21. Oktober 1791: Jean Alexandre Ihler

(…)
- 1880 bis 1885: Charles Gustave Castaigne
- Rozée d’Infreville
- […] bis 6. September 1914: Lieutenant-colonel Deffis
- 6. September 1914 bis 15. Oktober 1916: Lieutenant-colonel, dann Colonel Didier
- 15. Oktober bis 21. Oktober 1916: Commandant Ferrand
- 21. Oktober bis Kriegsende: Lieutenant-colonel, dann Colonel Gaube

## Gliederung
- 18. Januar 1757: 2 Bataillone zu je 8 Kompanien zu je 85 Mann
- 21. Dezember 1762: Auflösung des 2. Bataillons
- 15. April 1769: Verstärkung der Füsilierkompanien auf 100 Mann
- 26. April 1775: Aufstellung eines 2. Bataillons durch Übernahme des 3. Bataillons des Régiment d’Alsace

## Gefechtskalender
- 1792: Kanonade bei Valmy
- 1793: bei der Armee in Belgien
- 1794: bei der Armée du Nord

Im Zuge der Heeresreform 1792 und der damit verbundenen Premier amalgame hörte der Regimentsverband auf zu bestehen. Er wurde mit dem 1. Bataillon zur Bildung der 175e und dem 2. Bataillon zur Bildung der 176e demi-brigade de bataille herangezogen. Am 24. September 1803 wurde mit der Reorganisation der französischen Infanterie das 98e régiment d’infanterie wieder aufgestellt. Dazu wurde das 3. Bataillon der 98e demi-brigade d’infanterie verwendet. (Diese hatte mit dem ursprünglichen Regiment nichts mehr zu tun.)
- 1805 bis 1809: Feldzug in Italien
- 1809: Schlacht bei Wagram
- Spanischer Unabhängigkeitskrieg 1811 bis 1813
- 1813: Feldzug in Deutschland

Schlacht bei Lützen (1813)
- 1814: Feldzug in Frankreich

14. Februar 1814: Schlacht bei Vauchamps

### Zweites Kaiserreich
- Krimkrieg 1854 bis 1855

Belagerung von Sewastopol (1854)
- 1859: Sardinischer Krieg

Schlacht bei Montebello

### 1870 bis 1914
- Deutsch-Französischer Krieg

7. Oktober 1870: Schlacht bei Bellevue
Eine Kompanie des Regiments wurde zum 44. Marschregiment abgestellt und kämpfte im Herbst 1870 in den Gefechten bei Chilleurs, Ladon, Boiscommun, Neuville-aux-Bois und Maizières im Département Loiret.
- Am 9. Januar 1871 war diese Kompanie im Gefecht bei Villersexel eingesetzt.
- 1881 bis 1882: Einsatz in Tunesien

### Erster Weltkrieg
Bei der Mobilmachung war das Regiment in Roanne stationiert. Es gehörte zur 50. Infanteriebrigade in der 25. Infanteriedivision des 13. Armeekorps.
- 1914

Teilnahme an den Grenzschlachten:
2. August bis 16. September: Kämpfe bei Sarrebourg und Xaffévillers
17. September bis 8. Oktober: Schlacht an der Aisne (1914), Gefecht bei Béthancourt
4. bis 8. Oktober: Kämpfe am Bois des Loges bei Beuvraignes
- 1915

Stellungskämpfe in den Argonnen
- 1916

25. Februar bis 15. Oktober: Schlacht um Verdun (Kämpfe am Rabenwald und am Mort-Homme)
In der Zeit vom 16. Oktober bis zum 12. Dezember 1916 hatte das Regiment an Verlusten zu verzeichnen:
Offiziere: gefallen 2; verwundet 3; vermisst 0
Unteroffiziere: gefallen 4; verwundet 22; vermisst 1
Korporäle: gefallen 10; verwundet 20; vermisst 1
Mannschaften: gefallen 88; verwundet 213; vermisst 1
- 1917

Oktober 1916 bis 15. März 1917: Kämpfe an der Somme, Abschnitt Chilly, dann Ruhe in Saint-Thiébault
16. März bis 27. Juli 1917: Angriffskämpfe an der Hindenburg-Linie
28. Juli bis 24. Dezember 1917: Angriffskämpfe bei Verdun, Abschnitt Avocourt
- 1918

Schlacht an der Aisne (1918)
Nach dem Friedensschluss marschierte das Regiment über Belgien und Luxemburg als Besatzungstruppe nach Deutschland. Es nahm den Weg über Diekirch, Trier, Morbach, Boppard, überquerte am 14. Dezember 1918 auf der Schiffbrücke in Koblenz den Rhein und zog dann über Niederlahnstein und Nassau (Lahn) nach Diez. Hier wurde es in der Umgebung einquartiert. Am 3. März begann der Rückmarsch nach Frankreich über Frankfurt am Main und Wiesbaden-Biebrich.
- Einzelauszeichnungen

An 47 Offiziere wurde das Kreuz der Ehrenlegion verliehen (die postum verliehenen Auszeichnungen sind nicht mitgezählt).
299 Angehörige des Regiments wurden mit der Médaille militaire ausgezeichnet.

### Zweiter Weltkrieg
Das 98e RI unter dem Kommando von Colonel Mignon war der 26. Infanteriedivision im 6. Korps der 3. Armee von Général Condé zugeteilt.
Nach einer Zeit der Ausbildung auf dem Truppenübungsplatz Camp de Mourmelon wurde das Regiment an die Maginot-Linie abgestellt, wo es den Sektor von Narbéfontaine besetzte. Von Mitte Mai bis zum 12. Juni musste das Regiment eine Anzahl deutscher Angriffe abwehren. Am 12. Juni wurde der allgemeine Rückzugsbefehl gegeben, und das 98e RI wurde an die Seille kommandiert. Am 15. Juni stand es als Nachhut an der Nied, wo es die Brücken sprengte. Nach einer weiteren Reihe von Rückzügen geriet der Großteil des Regiments am 18. Juni 1940 bei Maixe am Rhein-Marne-Kanal in deutsche Kriegsgefangenschaft, der Rest konnte sich nach Süden absetzen. Mit der 26. Infanteriedivision wurden auch die Übriggebliebenen des 98e RI in der Nacht vom 20. auf den 21. Juni im Wald von Charmes (Vosges) von den Deutschen gefangen genommen.
Damit hatte das Regiment auch de jure aufgehört zu bestehen. Es wurde nicht wieder aufgestellt.

### Regimentsfahnen 1791 bis 1940
Auf der Rückseite der Regimentsfahne sind (seit Napoleonischer Zeit) in goldenen Lettern die Feldzüge und Schlachten aufgeführt, an denen das Regiment ruhmvoll teilgenommen hat.

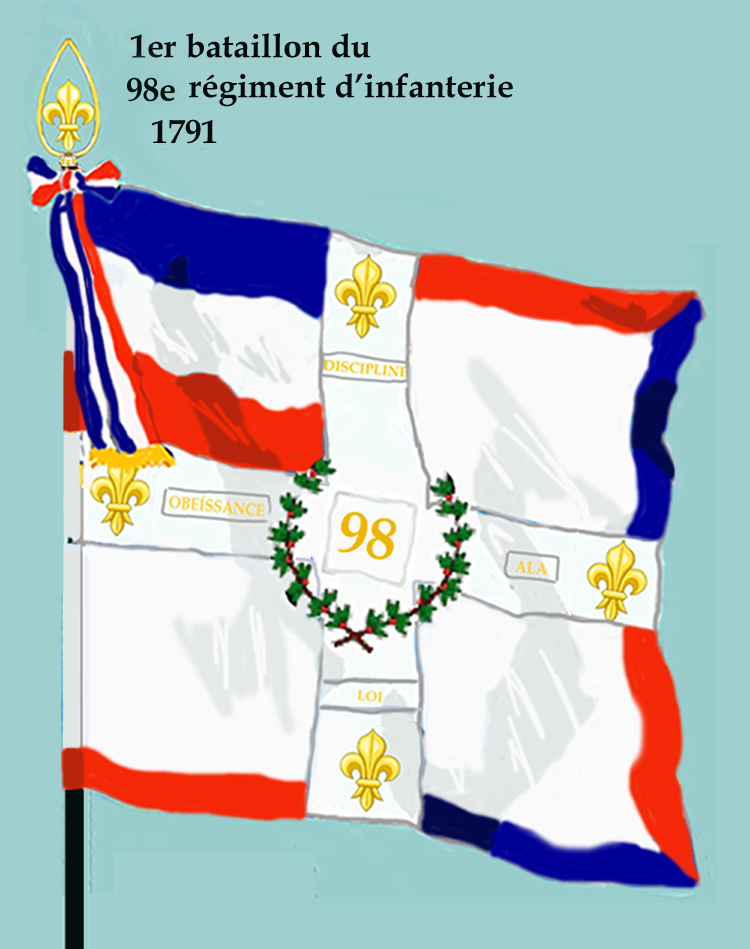
1. Bataillon 1791 bis 1793 mit den königlichen Lilien
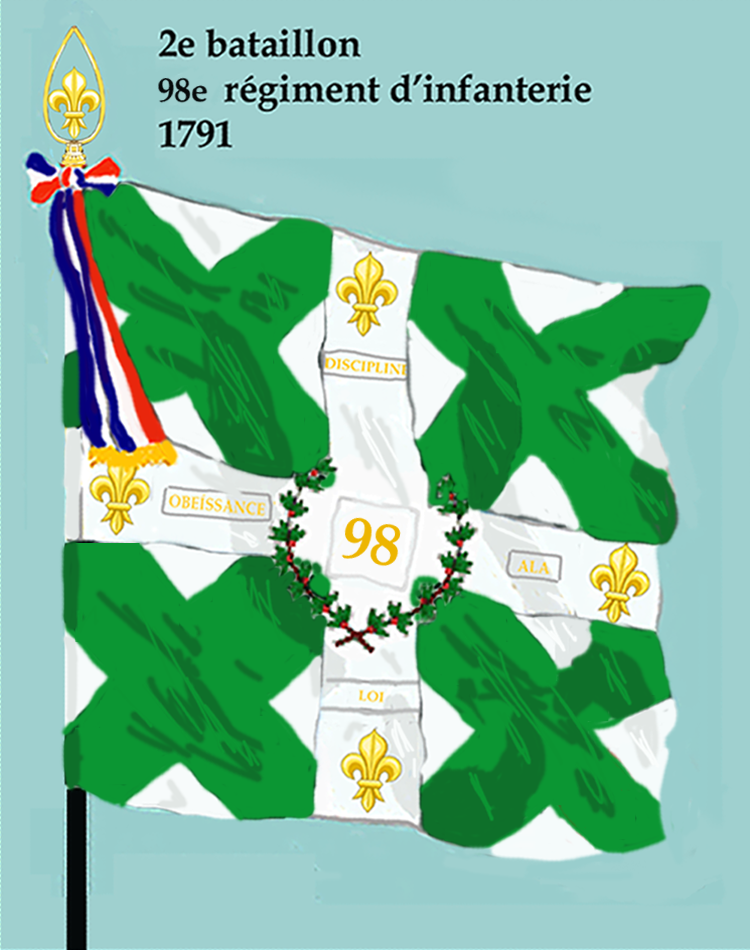
2. Bataillon 1791 bis 1793 mit den königlichen Lilien
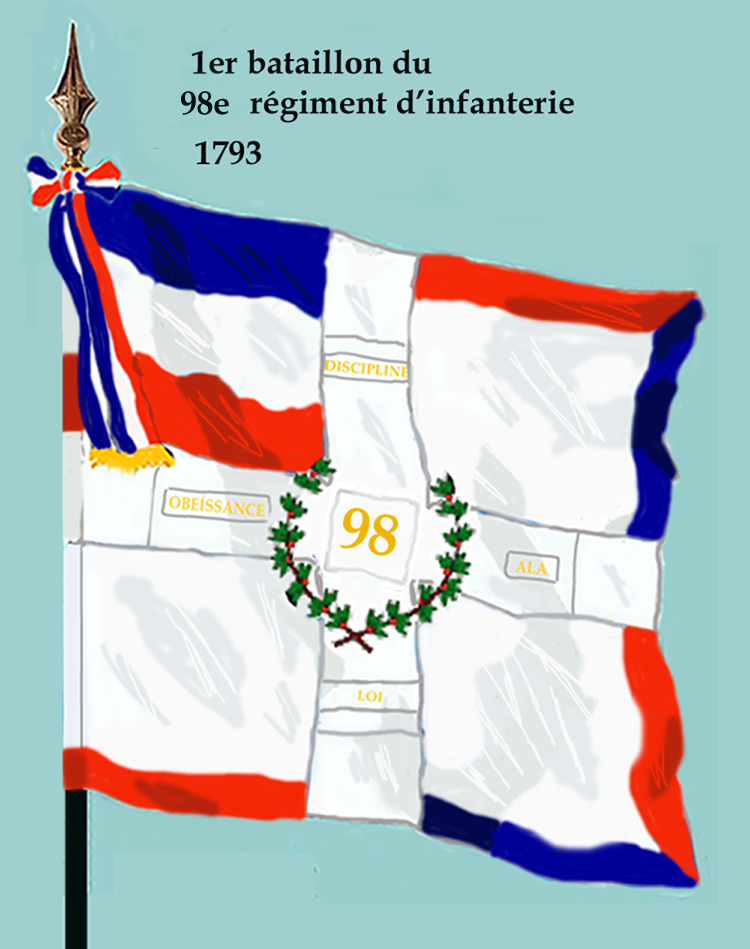
1. Bataillon 1793 bis 1793 ohne königliche Lilien
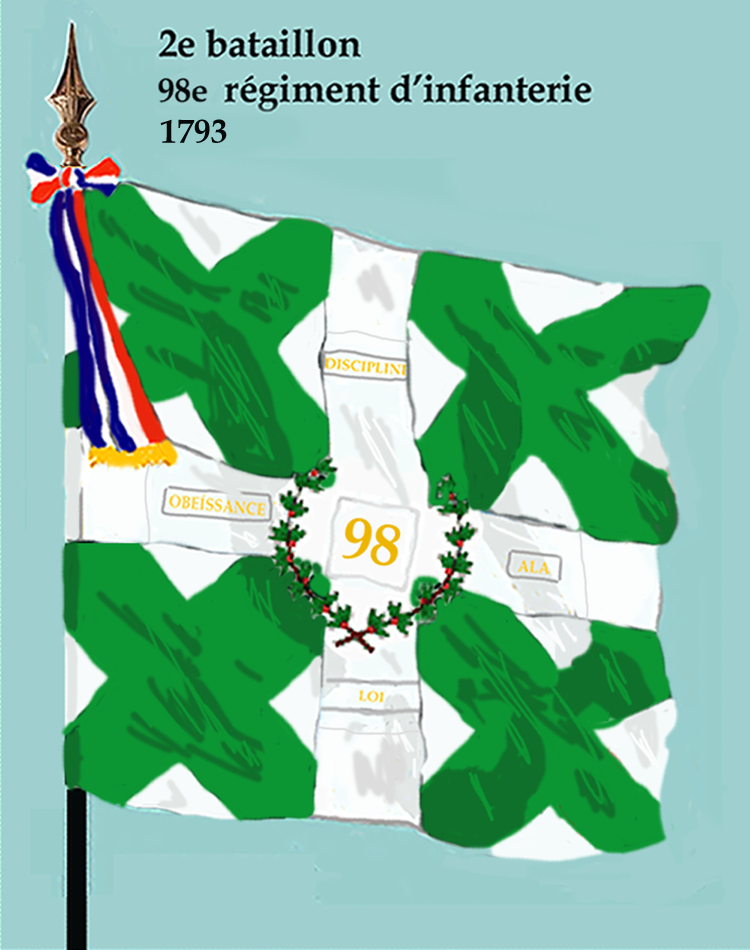
2. Bataillon 1793 bis 1793 ohne königliche Lilien
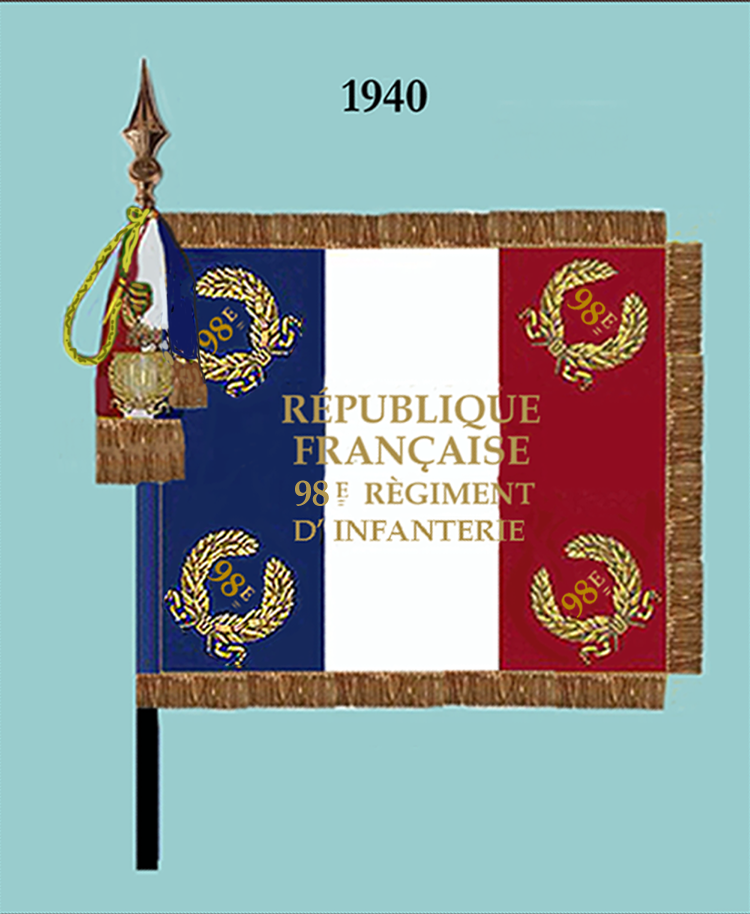
Modell von 1880 (Vorderseite)
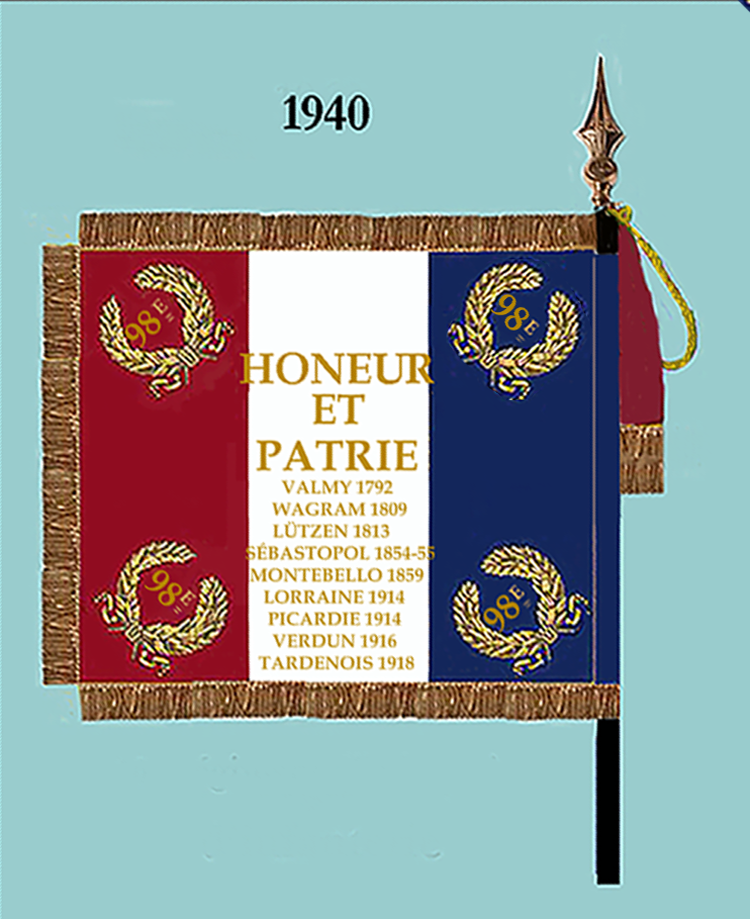
Modell von 1880 (Rückseite im Jahre 1940)

## Auszeichnungen
Das Fahnenband ist mit dem Croix de guerre 1914–1918 mit vier Palmenzweigen dekoriert.

Bei einer eventuellen Wiederaufstellung haben die Angehörigen des Regiments das Recht, die Fourragère in den Farben der Médaille militaire zu tragen.

## Devise
Toujours Prêt

(Allzeit bereit)